# Centre de contrôle (Apple)
Pour les articles homonymes, voir Centre de contrôle.
Le Centre de contrôle (en anglais : Control Center) est une fonctionnalité disponible sur iOS, iPadOS et macOS.

## Histoire
Le Centre de contrôle apparaît pour la première fois dans iOS 7, sorti le 18 septembre 2013. Il est disponible sur les Mac depuis macOS 11, sorti le 12 novembre 2020.
Il est totalement repensé lors de la sortie d'iOS 11 en 2017, la mise à jour introduisant la personnalisation des paramètres de ce dernier, un accès à des options supplémentaires lors d'une pression longue sur les paramètres et d'un tout nouveau design plus agréable.
Il reçoit une toute nouvelle apparence lors de la présentation d'iOS 18 le 10 juin 2024 lors de la WWDC 2024. Il est désormais possible de placer les boutons et les paramètres du centre de contrôle où on le souhaite. Certains paramètres peuvent être agrandis grâce à une petite poignée présente sous ces derniers. Il est aussi possible d'avoir plusieurs pages du Centre de contrôle pour mieux organiser ses paramètres. Il devient également possible d'éteindre son appareil depuis le Centre de contrôle.

## Utilisation et fonctionnalités
Lors de la sortie d'IOS 7, et sur les modèles possédant encore un bouton d'accueil, le Centre de contrôle s'utilise en balayant le bas de l'écran vers le haut. Sur l'iPhone X et les modèles plus récents, ainsi que sur tous les modèles d'iPad à partir d'iOS 12, il est disponible en faisant glisser le doigt depuis le coin supérieur droit.
En 2017, le centre de contrôle connaît un tout nouveau design grâce à iOS 11, ainsi que la possibilité de changer les paramètres pèsent dans le centre de contrôle.
Il donne un accès direct aux paramètres importants de l'appareil, tels que le mode avion, le Wi-Fi ou la lampe torche. Les différents paramètres sont personnalisables depuis les réglages de l'appareil.
Sur iOS 18, différentes pages sont disponibles sur le Centre de contrôle. Pour passer d'une page à une autre, il suffit de balayer vers le haut ou vers le bas. Les paramètres peuvent être placés où l'utilisateur le souhaite et peuvent être agrandies. Les développeurs peuvent également ajouter leurs propres paramètres aux options du Centre de contrôle.